# سفيان (مغني راب)
سفيان (بالفرنسية: Sofiane) هو رابر جزائري وفرنسي، ولد في 21 يوليو 1983 في فرنسا.

## روابط خارجية
- سفيان على موقع IMDb (الإنجليزية)
- سفيان على موقع ألو سيني (الفرنسية)
- سفيان على موقع ميوزك برينز (الإنجليزية)
- سفيان على موقع أول ميوزيك (الإنجليزية)
- سفيان على موقع ديسكوغز (الإنجليزية)
- سفيان على موقع قاعدة بيانات الفيلم (الإنجليزية)